# Dendrobium dekockii
Dendrobium dekockii är en orkidéart som beskrevs av Johannes Jacobus Smith. Dendrobium dekockii ingår i släktet Dendrobium, och familjen orkidéer. Inga underarter finns listade i Catalogue of Life.